# Plateau (geografie)

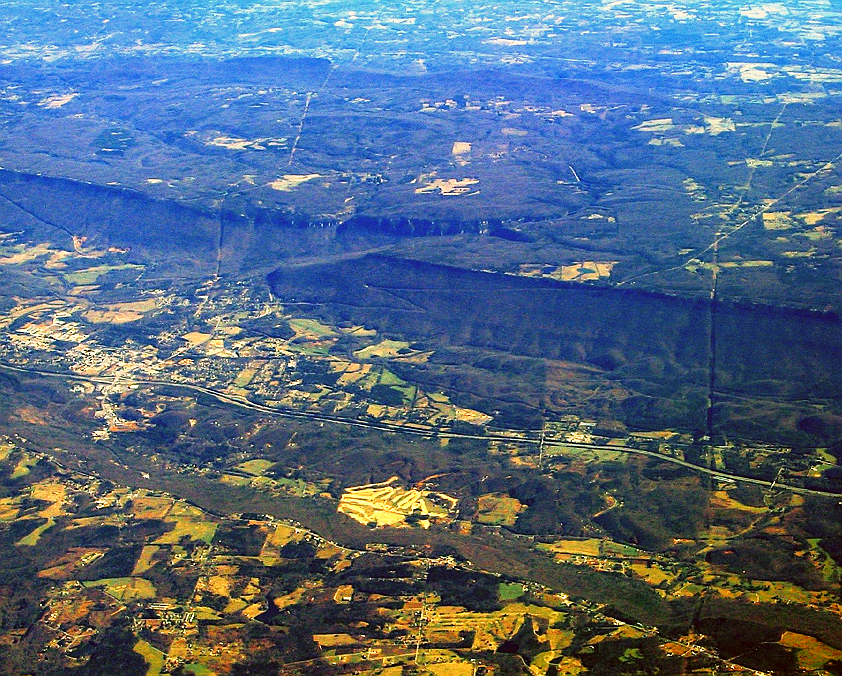
Aanzicht van de steile rotswand (plateaurand) van een cuesta, doorbroken door een breuk bij de Lookout-berg op het Cumberlandplateau in de Amerikaanse staat Georgia

Een plateau (Fr., v. Oudfr. platel, verkleinwoord v. plat = schotel) is een soort hoogvlakte, een betrekkelijk vlak, relatief hoog gelegen deel van het aardoppervlak dat geheel of vrijwel geheel begrensd wordt door steil aflopende terreinen. Aan ten minste één zijde bevindt zich een uitgesproken helling.
Het oorspronkelijke vlakke gebied is door middel van geologische factoren in zijn geheel meestal verticaal omhoog gekomen.
Het kan eventueel ingesneden zijn door rivieren, waardoor een indruk ontstaat van een heuvel- of berglandschap, maar dit is het niet. De Luxemburgse Kirchberg is een voorbeeld van een plateau, en wordt dan ook ondanks zijn misleidende naam aangegeven met 'plateau du Kirchberg'.

## Bekende plateaus in België
Condroz - Hoge Venen - Haspengouws Plateau - Kempens Plateau - Plateau des Tailles

## Galerij

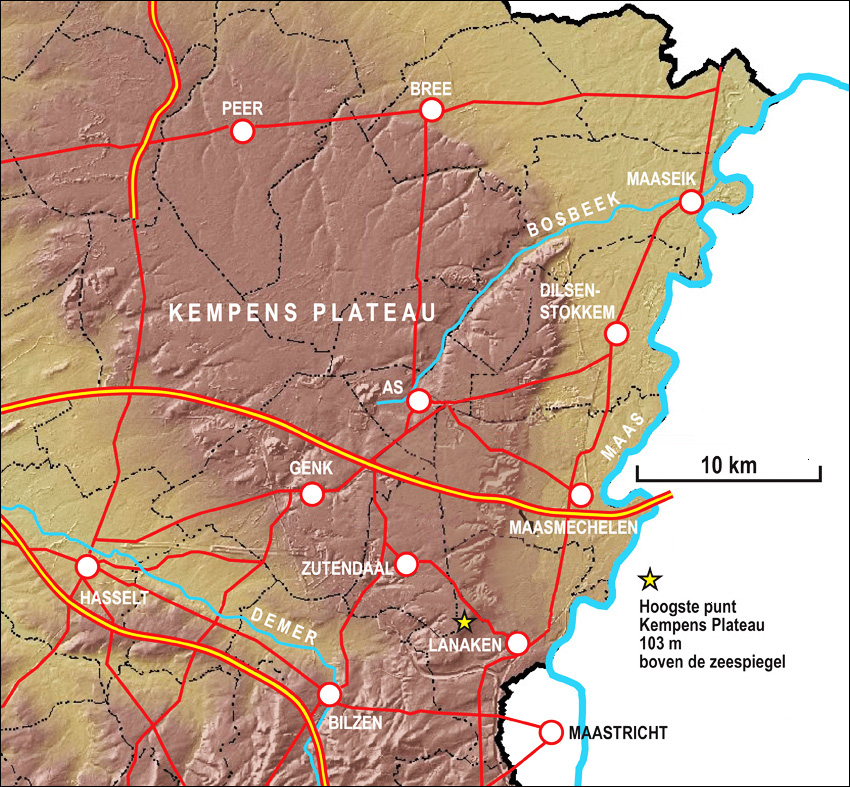
Het Kempens Plateau

## Nederland
| B  | Plateau van Bocholtz        |
| Ca | Plateau van Caestert        |
| CP | Centraal Plateau            |
| Cr | Plateau van Crapoel         |
| D  | Plateau van Doenrade        |
| GL | Geilenkirchener Lehmplatte  |
| Gr | Plateau van Graetheide      |
| Hb | Heksenberg                  |
| K  | Plateau van Kerkrade        |
| M  | Plateau van Margraten       |
| N  | Plateau van Nieuwenhagen    |
| Sc | Plateau van Schaesberg      |
| Sp | Plateau van Spekholzerheide |
| U  | Plateau van Ubachsberg      |
| V  | Plateau van Vijlen          |

| A  | Anstelerbeek + Anstelvallei          |
| C  | Caumerbeek                           |
| DC | Droogdal van Colmont                 |
| E  | Eyserbeek + Eyserbeekdal             |
| G  | Gerendal                             |
| Gb | Geleenbeek + Geleenbeekdal           |
| Ge | Geul + Geuldal                       |
| Gu | Gulp + Gulpdal                       |
| H  | Bekken van Heerlen                   |
| J  | Jeker + Jekerdal                     |
| LR | Laagte van Ransdaal                  |
| Ma | Maas                                 |
| R  | Bekken van de Roode Beek             |
| Se | Selzerbeek + Selzerbeekdal           |
| St | Strijthagerbeek + Strijthagerbeekdal |
| W  | Worm + Wormdal                       |

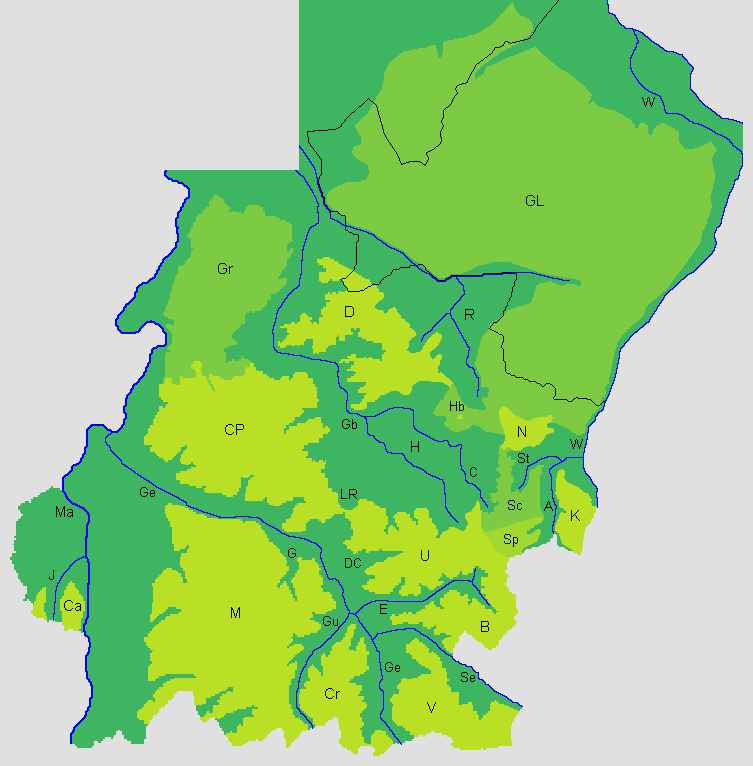
Het Limburgse Heuvelland in kaart:

In Nederland zijn plateaus te vinden in het Zuid-Limburgse Heuvelland. Zuid-Limburg is een hoger gelegen schiervlakte waarin verschillende rivieren en beken het gebied hebben versneden tot een heuvelachtig landschap, dat bestaat uit licht golvende plateaus en beekdalen ertussen. De plateaus in het zuidoosten liggen hoger dan de plateaus die noordwestelijker gelegen zijn. De hoogste delen van de dalen zijn uitgesneden door de Oostmaas en de Westmaas, later hebben naast de Maas verschillende beken en riviertjes het gebied verder doorsneden, waaronder de Jeker, Geul, Gulp, Geleenbeek, Roode Beek en de Worm. Deze hebben de contouren bepaald van de verschillende plateaus. Ook liggen er in het gebied enkele laagtes, waaronder het Bekken van Heerlen en het Bekken van de Roode Beek.